# FC Lienden
FC Lienden (Football Club Lienden) is een amateurvoetbalvereniging uit Lienden, gemeente Buren, Gelderland, Nederland.

## Algemeen
De club werd op 1 augustus 1930 opgericht en speelt in het blauw-wit. De thuisbasis is het "Sportpark de Abdijhof". Haar bijnaam is het Chelsea van de Betuwe. De grootste rivaal van FC Lienden is SV TEC uit Tiel; deze derby staat alom bekend als 'De Betuwse Derby'. Vanaf het seizoen 2020/2021 is Lienden gestopt met prestatievoetbal bij de amateurs en speelt het eerste elftal in de Vierde klasse (Nederlands amateurvoetbal) waardoor de rivaliteit met VV Kesteren weer een stuk groter is geworden en op dit moment de grote rivaal is voor de club uit Lienden waar deze derby ook valt onder een ''Betuwse Derby''.

## Standaardelftallen

### Zaterdag
Het standaardelftal in het zaterdagvoetbal speelde in het seizoen 2020/21 in de Vierde klasse van het KNVB-district Oost.

#### Competitieresultaten 2007–2019
| 5 4A |

| 3 4A |

| 5 3A |

| 9 3A |

| 4 3A |

| 2 3A |

| 1 3A |

| 1 2F |

| 14 1A |

|  |

| 5 4H |

| 2 4H |

| 4 4H |

| -- 4B |

| Eerste klasse | Tweede klasse | Derde klasse | Vierde klasse |

### Zondag
Het standaardelftal in het zondagvoetbal speelde laatstelijk in het seizoen 2019/20 in de landelijke Derde divisie zondag.
In 1994 werd dit team kampioen van de Geldersche Voetbalbond en sindsdien begon de gestage opmars. In 2005 verraste de club met de aanstelling van trainer Hans Kraay jr.. Met hem maakte de club in 2008 landelijk furore door in de KNVB beker van Vitesse te winnen en zich op deze manier te plaatsen voor de achtste finales van het toernooi. In die achtste finale bleken de profs van Roda JC te sterk. Tijdens het seizoen 2010/11 kondigde Kraay jr. na zeven seizoenen zijn afscheid aan. In het seizoen 2014/15 werd FC Lienden kampioen van de Topklasse zondag en algeheel kampioen van Nederland. In augustus 2015 won de club ook de Super Cup.
Van 2016 tot 2019 kwam het 3 seizoenen uit in de Tweede divisie. In december 2018 gaf het bestuur aan dit elftal uit de competitie terug te willen trekken, op het moment dat het op de voorlaatste positie in de tussenstand stond. Uiteindelijk is die terugtrekking niet doorgegaan en heeft het elftal in januari de competitie hervat en afgerond met een verzameling nieuwe spelers. Aan het einde van het seizoen 2018-2019 volgde degradatie naar de Derde Divisie via de nacompetitie. In 2020 werd het zondagteam opgeheven. 

#### Competitieresultaten 1995–2020
| 9 4E |

| 6 4E |

| 10 3D |

| 3 4E |

| 5 4F |

| 6 4F |

| 1 4F |

| 3 3D |

| 2 3D |

| 1 3D |

| 1 2I |

| 2 1E |

| 9 C |

| 4 C |

| 6 C |

| 2 C |

| 10 |

| 7 |

| 7 |

| 10 |

| 1 |

| 1 |

| 6 |

| 14 |

| 17 |

| -- B |

| Tweede Divisie | Derde divisieTopklasse | Hoofdklasse | Eerste klasse | Tweede klasse | Derde klasse | Vierde klasse |

In elke staaf van de grafiek staat van boven naar beneden vermeld: 
- Eindnotering

Dit is de positie die de club heeft bereikt in de competitie, zonder eventuele beslissings-, play-off- of nacompetitiewedstrijden die nodig zijn geweest om bijvoorbeeld de kampioen van de competitie te bepalen.
Indien een * achter het getal staat is de notering een tussenstand en kan het zijn dat de notering niet overeenkomt met de uiteindelijke eindstand van de competitie.
Staat er een - dan is het seizoen nog bezig en is er geen definitieve uitslag bekend.
Staat er xx op de positie van de notering, dan heeft de club vroegtijdig de competitie verlaten. Dit kan onder andere komen door terugtrekking van het team, faillissement van de club of door een uitgedeelde straf van de KNVB. In veel gevallen staat elders in het artikel de reden vermeld.
Staat er een ? dan is het resultaat uit het verleden onbekend, en is alleen de competitie of het niveau bekend van dat seizoen.
In de seizoenen 2019/20 en 2020/21 werd wegens de coronacrisis het amateurvoetbal afgebroken. Daardoor kennen deze staven geen eindklassering (middels -- weergegeven).
- Competitieniveau en afdelingsletter of Officiële eindstand Eredivisie
  - Competitieniveau en afdelingsletter

Hierbij geeft het getal het niveau weer, dat ook terug te vinden is in de legenda. De letter is de afdelingsaanduiding en wordt gebruikt wanneer er meer afdelingen zijn op hetzelfde niveau. De afdelingsletter is altijd een hoofdletter en wordt meestal zonder nummer gebruikt.
Voorbeeld: 2F is niveau 2e klasse competitie F.
Het competitieniveau en nummer wordt niet vermeld wanneer er slechts één competitie van dit niveau was.
  - Officiële eindstand Eredivisie (getal staat tussen haakjes vermeld)

Sinds de introductie van play-offwedstrijden voor Europees voetbal na afloop van de reguliere competitie in 2005/06, is de KNVB verplicht een eindstand van de Eredivisie door te geven aan de UEFA aan de hand van deze play-offwedstrijden.
Bij deze eindstand staan clubs die zich hebben gekwalificeerd voor Europees voetbal hoger dan clubs die zich niet wisten te kwalificeren. Indien er geen verschil was tussen de eindnotering en de officiële eindstand, staat dit getal niet vermeld.

- Onderafdeling

Hier staat afgekort de naam van de onderafdeling indien de club in dat jaar in een onderafdeling uitkwam. Tevens staat deze afkorting in de legenda en wordt gelinkt naar het artikel over deze onderafdeling. Deze afkorting wordt alleen vermeld wanneer de club in het verleden in verschillende onderafdelingen heeft gespeeld. Deze vermelding is in de staaf altijd in kleine letters. Deze onderafdelingen zijn na het seizoen 1995/96 afgeschaft. Heeft de club in slechts één onderafdeling gespeeld, dan is dit alleen terug te vinden in de legenda.
Onder de staaf staat het jaartal vermeld waarin het seizoen is afgesloten. 15 verwijst naar het seizoen 2014/15 of eventueel het seizoen 1914/15.
Wanneer een staaf leeg is, zijn deze gegevens niet bekend. Het kan ook zijn dat de club dat seizoen niet heeft meegespeeld op het hogere amateurniveau, vroegtijdig de competitie heeft verlaten of uit de competitie is gezet.

In het seizoen 1944/45 was er wegens de Tweede Wereldoorlog geen regulier competitievoetbal.

## Bekende (oud-)spelers/trainers
SV Buren · VV BZS · ISC · FC Lienden · SV MEC '07 · VV SCR · SCZ · VV Teisterbanders